# Boston 1950
| Recensione | Giudizio |
| ---------- | -------- |
| AllMusic   | [ 1 ]    |

Boston 1950 è un CD di Serge Chaloff, pubblicato dall'etichetta discografica Uptown Records nel 1994.
Il CD raccoglie registrazioni inedite (tra cui anche una breve intervista) del sassofonista durante alcune esibizioni trasmesse da stazioni radiofoniche di Boston.

## Tracce
1. Intro, Gabardine and Serge (Tiny's Blues) – 1:12 (Tiny Kahn) – Registrazione del 3 settembre 1950, Celebrity Club, Providence, Rhode Island
2. The Goof and I – 6:20 (Al Cohn) – Registrazione del 3 settembre 1950, Celebrity Club, Providence, Rhode Island
3. Everything Happens to Me – 3:19 (Tom Adair, Matt Dennis) – Registrazione del 3 settembre 1950, Celebrity Club, Providence, Rhode Island
4. Pennies from Heaven – 5:36 (Johnny Burke, Arthur Johnston) – Registrazione del 3 settembre 1950, Celebrity Club, Providence, Rhode Island
5. Chaloff Interview – 3:16 – Registrazione del 3 settembre 1950, Celebrity Club, Providence, Rhode Island
6. Four Brothers – 4:27 (Jimmy Giuffre) – Registrazione del 3 settembre 1950, Celebrity Club, Providence, Rhode Island
7. Gabardine and Serge, Closing – 3:15 (Tiny Kahn) – Registrazione del 3 settembre 1950, Celebrity Club, Providence, Rhode Island
8. Pennies from Heaven – 4:30 (Johnny Burke, Arthur Johnston) – Registrazione del 22 febbraio 1950, Hi Hat di Boston, Massachusetts
9. Gabardine and Serge – 2:25 (Tiny Kahn) – Registrazione del 22 febbraio 1950, Hi Hat di Boston, Massachusetts
10. Billie's Bounce – 2:40 (Charlie Parker) – Registrato il 17 novembre 1946 a Boston, Massachusetts
11. Body and Soul – 2:50 (Johnny Green, Edward Heyman, Robert Sour, Frank Eyton) – Registrato il 17 novembre 1946 a Boston, Massachusetts
12. Blue Serge – 2:27 (Serge Chaloff) – Registrato il 17 novembre 1946 a Boston, Massachusetts
13. Red Cross – 2:50 (Charlie Parker) – Registrato il 17 novembre 1946 a Boston, Massachusetts
14. Gabardine and Serge – 8:13 (Tiny Kahn) – Registrato (date possibili) 24 settembre, 1º, 8 (o) 15 ottobre 1950, Hi Hat di Boston, Massachusetts
15. Pennies from Heaven – 9:17 (Johnny Burke, Arthur Johnston) – Registrato (date possibili) 24 settembre, 1º, 8 (o) 15 ottobre 1950, Hi Hat di Boston, Massachusetts
16. These Foolish Things – 7:05 (Eric Maschwitz, Jack Strachey, Harry Link) – Registrato (date possibili) 24 settembre, 1º, 8 (o) 15 ottobre 1950, Hi Hat di Boston, Massachusetts
17. Keen and Peachy – 4:14 (Ralph Burns, Shorty Rogers) – Registrato (date possibili) 24 settembre, 1º, 8 (o) 15 ottobre 1950, Hi Hat di Boston, Massachusetts

## Musicisti
Intro, Gabardine and Serge (Tiny's Blues) / The Goof and I / Everything Happens to Me / Pennies from Heaven / Four Brothers / Gabardine and Serge, Closing
- Serge Chaloff - sassofono baritono
- Nat Pierce - pianoforte
- Sonny Truitt - trombone
- George Jones - contrabbasso
- Joe MacDonald - batteria
- Carl Henry - annunciatore

Pennies from Heaven / Gabardine and Serge
- Serge Chaloff - sassofono baritono
- Nat Pierce - pianoforte
- Joe Shulman - contrabbasso
- Joe MacDonald - batteria
- Steve Allison - annunciatore

Billie's Bounce / Body and Soul / Blue Serge / Red Cross
- Serge Chaloff - sassofono baritono
- Rollins Griffith - pianoforte

Gabardine and Serge / Pennies from Heaven / These Foolish Things / Keen and Peachy
- Serge Chaloff - sassofono baritono
- Al Vega - pianoforte
- Milt Gold - trombone
- Jack Lawlor - contrabbasso
- Sonny Taclof - batteria

Note aggiuntive
- Robert E. Sunenblick, M.D. Sunenblick e David A. Sunenblick - produttori
- Brani da #1 a #7, furono registrati da una emittente radio, ingegnere del suono sconosciuto
- Brani #8, #9, #10, #11, #12 e #13, registrati da Dick Chaloff
- Brani #14, #15, #16 e #17, registrati da Freddie Taylor
- Jack Towers e Roger Seibel - ingegneri del suono (transfers)
- Fred Holovnia - fotografia copertina
- Turcotte Moumouris - design[2]